# Mahmud Atia
Mahmud Atia (12 de agosto de 1981) es un deportista egipcio que compitió en levantamiento de potencia adaptado. Ganó una medalla de plata en los Juegos Paralímpicos de Tokio 2020, en la categoría de –72 kg.

## Palmarés internacional
| Juegos Paralímpicos | Juegos Paralímpicos | Juegos Paralímpicos | Juegos Paralímpicos |
| Año                 | Lugar               | Medalla             | Categoría           |
| ------------------- | ------------------- | ------------------- | ------------------- |
| 2020                | Tokio (Japón)       | Medalla de plata    | –72 kg              |